# Граф Аррайолуський
Гра́ф Аррайо́луський (порт. Conde de Arraiolos) — португальський шляхетний титул. Створений 1371 року. Назва походить від міста Аррайолуш.

## Герби

Кастро
Перейри
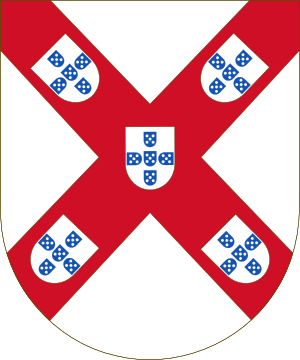
Браганси

## Графи
- 1385—1431: Нуну Алваріш Перейра

## Графині
- 1380—1412: Беатриса Перейра де Алвін, донька Нуну Перейри; графиня за правом народження.